# Arte mántico
Su etimología proviene de la palabra de origen griego "μάντικος" que significa profeta.  
Son un conjunto de prácticas o rituales que teóricamente permiten a quien los realiza obtener conocimientos ocultos, como por ejemplo predecir el futuro, el tiempo atmosférico, o el destino de algo o alguien. 
Tienen sus orígenes en las civilizaciones y tribus antiguas, como en Persia, Grecia, el Imperio Romano y los pueblos Celtas, entre otras. 
Fueron consideradas ya desde la Edad Moderna parte de las Artes Prohibidas y el Esoterismo.
Las palabras que contienen el sufijo "-mancia" suelen referirse a algún tipo de adivinación como la lectura de manos (Quiromancia), palabra de origen griego formada por "Χίρος", que significa mano y "μαντείου"; otros ejemplos son la Litomancia, Hidromancia, Geomancia, Necromancia, Bibliomancia, etc. 
Se cree que por esto, la Mantis de Jardín tiene sus patas en una posición como la de un profeta que reza, aunque es una mera suposición.